# New England Revolution II
El New England Revolution II es un club de fútbol profesional estadounidense que juega en la MLS Next Pro, la tercera división de fútbol en el país. El equipo es propiedad y está operado como el equipo de reserva del club de la Major League Soccer, New England Revolution. El equipo juega en el Gillette Stadium. Fue anunciado como miembro de la USL League One el 9 de octubre de 2019.

## Historia
El 9 de octubre de 2019, El New England Revolution anunció que tendría un equipo de reserva en la USL League One que comenzaría a jugar en la temporada 2020 y que jugaría en el Gillette Stadium en Foxborough. El 25 de noviembre de 2019, el club anunció su primer manager, Clint Peay.

## Temporadas
| Temporada | USL League One | USL League One | USL League One | USL League One | USL League One | USL League One | USL League One | USL League One | Playoffs     | Goleador                        | Goleador | Goleador |
| Temporada | PJ             | V              | E              | D              | GF             | GC             | Pts            | Posición       | Playoffs     | Jugador                         | Goles    |          |
| --------- | -------------- | -------------- | -------------- | -------------- | -------------- | -------------- | -------------- | -------------- | ------------ | ------------------------------- | -------- | -------- |
| 2020      | 16             | 5              | 3              | 8              | 19             | 26             | 18             | 9º             | No clasificó | Nicolas Firmino Justin Rennicks | 4        |          |
| 2021      | 28             | 11             | 4              | 13             | 33             | 39             | 37             | 8º             | No clasificó | Damián Rivera                   | 6        |          |

| Temporada | MLS Next Pro | MLS Next Pro | MLS Next Pro | MLS Next Pro | MLS Next Pro | MLS Next Pro | MLS Next Pro | Playoffs     | Goleador    | Goleador | Goleador |
| Temporada | PJ           | V            | D            | GF           | GC           | Pts          | Posición     | Playoffs     | Jugador     | Goles    |          |
| --------- | ------------ | ------------ | ------------ | ------------ | ------------ | ------------ | ------------ | ------------ | ----------- | -------- | -------- |
| 2022      | 24           | 10           | 14           | 27           | 42           | 33           | 7°           | No clasificó | Marcos Dias | 6        |          |
| 2023      |              |              |              |              |              |              |              |              |             |          |          |

## Jugadores

### Equipo 2024
- El equipo incluye jugadores del primer equipo, además de jugadores de las juveniles y a prueba.